# ロブレント
ロブレント（伊: Roburent）は、イタリア共和国ピエモンテ州クーネオ県にある、人口約500人の基礎自治体（コムーネ）。

## 地理

### 位置・広がり
| 隣接するコムーネは以下の通り。 - フラボーザ・ソプラーナ - ガレッシオ - モンタルド・ディ・モンドヴィ - オルメーア - パンパラート - トッレ・モンドヴィ |

#### 地震分類
イタリアの地震リスク階級 (it) では、3 に分類される
。

## 行政

### 分離集落
ロブレントには、以下の分離集落（フラツィオーネ）がある。
- Cardini, Pra, San Giacomo